# Michael Cage
Pour les articles homonymes, voir Cage (homonymie).
Michael Jerome Cage, né le 28 janvier 1962 à West Memphis dans l'Arkansas, est un ancien joueur américain de basket-ball et analyste sportif.

## Biographie
Intérieur issu de l'université d'État de San Diego, Cage fut sélectionné au 14e rang de la draft 1984 de la NBA. Il disputa 15 saisons en NBA (1984 à 2000) avec cinq équipes : les Los Angeles Clippers, les SuperSonics de Seattle, les Cavaliers de Cleveland, les 76ers de Philadelphie et les Nets du New Jersey.
Sa meilleure saison eut lieu en 1988 quand, sous les couleurs des Clippers, il termina meilleur rebondeur de la ligue avec 13.0 rebonds par match, en lutte avec Charles Oakley, évoluant alors avec les Bulls de Chicago. Cage avait besoin de capter 28 rebonds lors de son dernier match afin de battre Oakley pour le titre de meilleur rebondeur. Il en totalisa 30.
Lors de sa carrière, Cage gagna le surnom de « John Shaft » et « Windexman » pour ses capacités au rebond et sa dureté en défense.
Il compila 7.3 points et 7.6 rebonds par match en carrière.
Jusqu'en 2018, Michael Cage détenait le record du joueur ayant tenté le plus de tirs à 3 points en carrière sans en avoir réussi un seul (0/25 tirs tentés).
En février 2008, il est intronisé au sein du Arkansas Sports Hall of Fame.
En 2014, il devient analyste sportif pour Bally Sports Oklahoma, couvrant les matchs du Thunder d'Oklahoma City.